# Piščanský rajón
Piščanský rajón (ukrajinsky Піщанський район, Piščaňskyj rajon) byl rajón (okres) Vinnycké oblasti na Ukrajině, který vznikl v roce 1923. Měl rozlohu 600 km² a žilo zde přibližně 21 tisíc obyvatel. Administrativním centrem bylo sídlo městského typu Piščanka.

## Geografie
Rajón ležel na hranicích s Moldavskem (se separatistickým regionem Podněstří).

## Sídla Piščanského rajónu
Piščanka, Rudnycja, Bolhan, Brohvyči, Čornomyn, Dmytraškivka, Honorivka, Horodyšče, Hrabarivka, Javorivka, Kalynivka, Kozlivka, Kukuly, Myroljubivka, Rudnycke, Rybky, Stavky, Studena, Trybusivka, Verchňa Slobidka, Zatyšne, Čabanove, Červona Polana, Kozacke, Mykolajivka, Palijove, Pjatychatka, Popeljuchy, Trudove.